# Александар Маровић
Александар Ацо Маровић (Радојчићи, код Огулина, 1918 — Липљан, 16. јануар 1943) био је учесник Народноослободилачке борбе и народни херој Југославије.

## Биографија
Рођен је 1918. године у селу Радојчићи код Огулина, у сиромашној сељачкој породици. Детињство је провео на Косову, где му се породица, заједно са другим колонистима, доселила 1921. у село Помзатин.
Основну школу завршио је у Помзатину, гимназију у Приштини, а учитељску школу у Скопљу и Шапцу. У четвртом разреду учитељске школе постао је члан Савеза комунистичке омладине Југославије, а биран је и у школски актив СКОЈ-а. Пошто је активно радио на окупљању школске омладине око револуционарног покрета, био је искључен из школе, коју је накнадно завршио у Шапцу. Прву службу као учитељ добио је у Александровцу у Славонији. Тамо је 1939. године постао члан Комунистичке партије Југославије. Био је откривен и за казну премештен у Лапље Село, на Косову. Тамо је наставио политичку активност са друговима у Приштини.
Након капитулације Југославије 1941, вратио се у Помзатин и организовао одбрану села од пљачкашких банди. Октобра 1941, заједно с породицом је напустио село и преселио се у Приштину. У његовом стану, крајем 1941, одржан је састанак комуниста и основан Котарски комитет КПЈ за Грачанички котар. Изабран је за члана, а половином 1942. и за секретара Комитета. Јула 1942, као делегат Котарског комитета, учествовао је на Обласном партијском саветовању у Грболу код Крушевца. Тамо је кооптиран за члана пленума Обласног комитета КПЈ за Косово и Метохију. Децембра исте године учествовао је у раду Пленума ОК КПЈ у Врелу.
У посебно тешким условима на Косову, успешно је организовао револуционарни рад, оснивао партијске ћелије, активе СКОЈ-а, народноослободилачке одборе, одборе УСАОЈ-а, АФЖ-а и остало. Организовао је и руководио акцијама ликвидирања шпијуна и четника и организовао саботаже у предузећима која су радила за потребе окупатора.
Приликом изненадне блокаде Сувог Дола, 14. јануара 1943. године, опкољен је, заједно са илегалцима Гајдиком и Аксићем, рањен и заробљен од фашиста. Одведен је у карабињерску станицу у Липљану, где су га након два дана мучења стрељали италијански фашисти, у зору 16. јануара.
Указом председника ФНР Југославије Јосипа Броза Тита, 27. новембра 1953. проглашен је за народног хероја.